# Powiat Csongrád
Powiat Csongrád (węg. Csongrádi járás) – jeden z siedmiu powiatów komitatu Csongrád na Węgrzech. Siedzibą władz jest miasto Csongrád.

## Miejscowości powiatu Csongrád
- Csanytelek
- Csongrád
- Felgyő
- Tömörkény
- Zsombó